# Artie Hatzes
Artie P. Hatzes (Havre de Grace, 24 maggio 1957) è un astronomo statunitense.
È professore all'Università di Jena e direttore dell'Osservatorio Karl Schwarzschild.
Nato negli Stati Uniti da una famiglia di origini greche, il padre accorciò il cognome originario Hatzigeorgios in Hatzes.
Prima della sua nomina all'Università di Jena lavorò presso l'Osservatorio McDonald.
Hatzes è un pioniere nella ricerca di pianeti extrasolari e lavora alla missione COROT. A lui si deve la scoperta di Polluce b, Epsilon Eridani b e al compagno sub stellare di HD 13189.